# Batalla de Moscou
La batalla de Moscou (rus: Битва за Москву; transliterat: Bitva za Moskvu; alemany:Schlacht um Moskau) va ser la defensa soviètica de Moscou i la consegüent contraofensiva soviètica que tingué lloc entre octubre de 1941 i gener de 1942 al Front Oriental de la Segona Guerra Mundial contra les forces de l'Alemanya Nazi.

## Context
Adolf Hitler considerava que Moscou, capital de la Unió Soviètica i la ciutat més gran del país, havia de ser un objectiu primari tant des d'un punt de vista militar com a polític per a les forces de l'Eix a la invasió de la Unió Soviètica. Un pla alternatiu alemany rebia el nom d'Operació Wotan.
El pla original d'invasió, que els membres de l'Eix van anomenar Operació Barbarroja, preveia la captura de Moscou en tres o quatre mesos. Tanmateix, tot i els grans avenços territorials inicials, la Wehrmacht es veié aviat alentida per la resistència soviètica (en particular durant la Batalla de Smolensk, que s'estengué entre juliol i setembre de 1941 i retardà durant 2 mesos l'ofensiva alemanya vers Moscou). Havent assegurat Smolensk, la Wehrmacht va ser obligada a consolidar les seves línies al voltant de Leningrad i Kíev, retardant encara més l'avanç cap a Moscou. L'avanç de les forces de l'Eix finalment arrencà el 30 de setembre de 1941, amb una ofensiva amb nom clau "Operació Tifó", l'objectiu de la qual era la conquesta de Moscou abans que caigués l'hivern.
Després d'un inici d'èxit que aconseguí encerclar i destruir diversos exèrcits soviètics, l'ofensiva alemanya va ser detinguda a la línia defensiva de Mozhaisk, a prou feines 120 km de la capital. Havent penetrat a les defenses soviètiques, l'ofensiva de la Wehrmacht va ser alentida per les condicions atmosfèriques, amb les pluges de tardor convertint les carreteres i camps en fangars, que impossibilitaven el pas dels vehicles, cavalls i soldats de l'Eix. Tot i que l'inici del temps de fred i la congelació del terra permetés prosseguir l'avanç a l'Eix, la lluita continuà davant el fred sever i la dura resistència soviètica.
A inicis de desembre, els grups panzer d'avantguarda s'aturaren a menys de 30 km del Kremlin, i els oficials de la Wehrmacht podien veure els edificis de Moscou amb els binocles, però donat el fred i l'extenuació de les tropes, l'Eix no pogué avançar més. El 5 de desembre de 1941, tropes siberianes de refresc, preparades per la lluita d'hivern, van atacar a les tropes alemanyes davant de Moscou; el gener de 1942, la Wehrmacht s'havia vist obligada a retrocedir entre 100 i 250 km, amb la qual cosa va concloure l'amenaça sobre Moscou i sent la màxima aproximació que va fer l'Eix per capturar la capital soviètica.
La Batalla de Moscou és normalment considerada com una de les batalles més importants entre les Potències de l'Eix i l'URSS, primer perquè els soviètics van ser capaços de preveure amb èxit l'intent més seriós de capturar la seva capital. La batalla també va ser una de les més llargues de la guerra, amb més d'un milió de baixes. Marcà un punt d'inflexió, donat que des que la Wehrmacht inicià la seva guerra de conquesta el 1939 era la primera vegada que es veia obligada a retrocedir en gran escala: la Wehrmacht ja havia estat obligada a retrocedir a l'Ofensiva de Yelnia al setembre de 1941 i a la batalla de Rostov (1941) (que portà la destitució de Gerd von Rundstedt), però aquestes retirades van ser menors, comparades amb la de Moscou.

## Antecedents

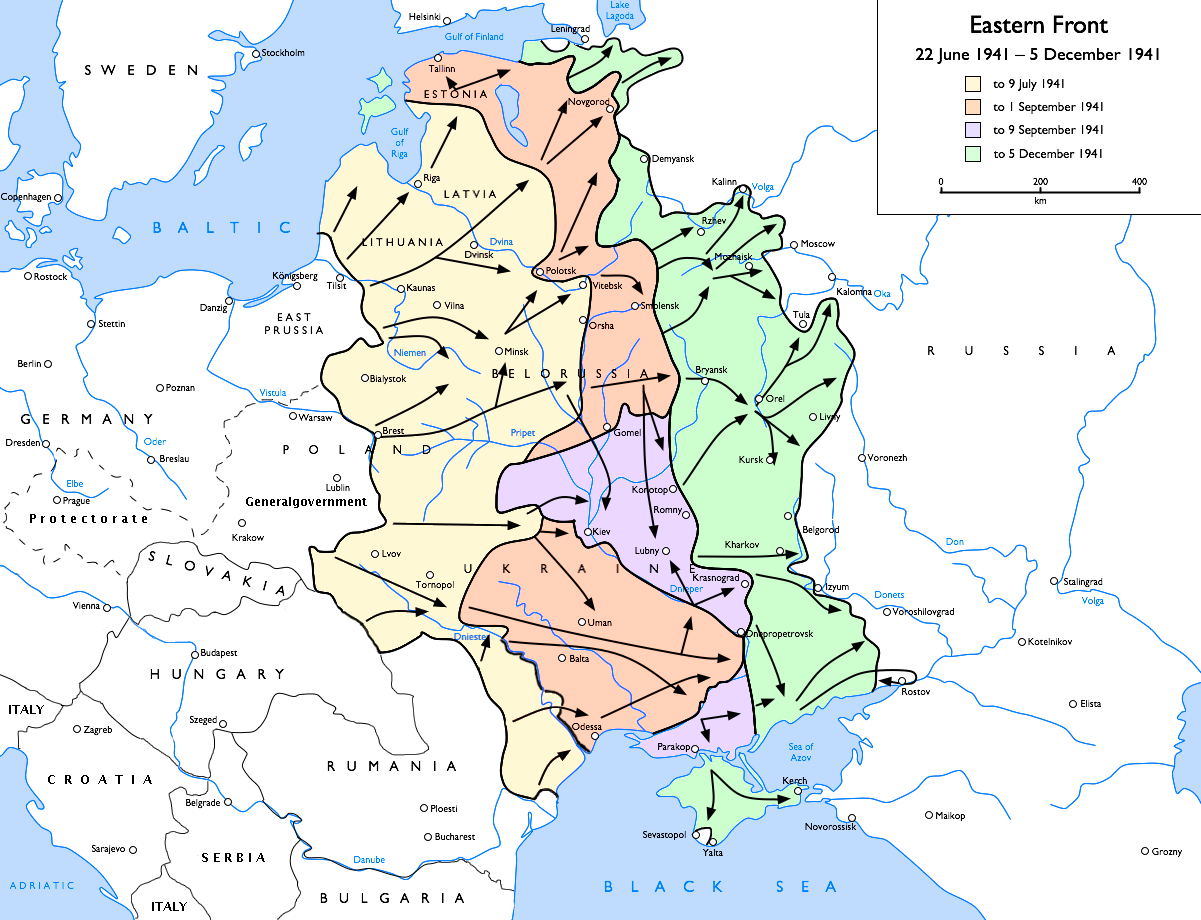
El Front Oriental a l'època de la Batalla de Moscou:
Avanç inicial de la Wehrmacht – fins al 9 de Juliol de 1941
Avançs posteriors – fins l'1 de Setembre
Encerclament i batalla de Kíev – fins al 9 de Setembre
Avanç final de la Wehrmacht – fins al 5 de Desembre de 1941

El 22 de juny de 1941, tropes alemanyes, hongareses i romaneses van envair la Unió Soviètica, començant l'Operació Barbarroja. Havent destruït la major part de la Força Aèria soviètica a terra, les forces alemanyes van avançar ràpida i profundament pel territori soviètic emprant les tàctiques de la blitzkrieg.Unitats blindades iniciaven la marxa en moviments de pinces, encerclant i destruint exèrcits soviètics sencers. Mentre que el Grup d'Exèrcits Nord alemany avançava cap a Leningrad, el Grup d'Exèrcits Sud tenia la tasca de controlar Ucraïna, i el Grup d'Exèrcits Centre avançava cap a Moscou. Les defenses soviètiques eren superades i les baixes de l'Exèrcit Roig eren significatives.
Pel juliol de 1941, el Grup d'Exèrcits Centre va aconseguir encerclar diversos exèrcits soviètics prop de Minsk durant la batalla de Białystok-Minsk, creant una fissura a les línies soviètiques que l'Exèrcit Roig no podia tancar en no tenir reserves disponibles, i destruint el Front Oest Soviètic com a força organitzada. Després, la Wehrmacht va ser capaç de creuar el Dnièper, que barrava el camí cap a Moscou amb unes baixes mínimes.
L'agost de 1941, les forces alemanyes van capturar la ciutat de Smolensk, un punt important en el camí cap a Moscou. Smolensk era considerada històricament com la clau de Moscou perquè controlava una contrada situada entre el Dvina, el Dnièper i altres rius més, permetent un avanç veloç per a les tropes de terra sense la necessitat de construir nous ponts. La defensa desesperada de la regió de Smolensk per part dels soviètics s'estengué dos mesos, entre el 10 de juliol i el 10 de setembre de 1941. Aquest intens enfrontament, conegut com la Batalla de Smolensk retardà l'avanç alemany fins a mitjans de setembre, desbaratant l'efectivitat de la blitzkrieg i forçant al Grup d'Exèrcits Centre a emprar gairebé la meitat de les seves reserves estratègiques (10 divisions d'un total de 24) durant la batalla.
A tot arreu, l'avanç alemany havia decaigut. Prop de Leningrad, el Grup d'Exèrcits Nord va ser aturat a la Línia Luga durant gairebé un mes abans de superar-la. Al sud, el Grup d'Exèrcits Sud, que incloïa diverses unitats hongareses i romaneses amb un equipament, entrenament i experiència menors als de la Wehrmacht, patien diversos contraatacs que els van fer aturar. La Wehrmacht ara encarava un dilema, car un avanç crearia una protuberància a les línies alemanyes, deixant-les vulnerables als atacs pels flancs de l'Exèrcit Roig. En lloc d'això, s'ordenà a la Wehrmacht que primer assegurés la regió del Donbàs i que després es dirigís cap a Moscou. L'Exèrcit Panzer de Heinz Guderian va haver de dirigir-se al sud per recolzar l'atac sobre Kíev de Gerd von Rundstedt, que aconseguí una nova significativa derrota de l'Exèrcit Roig. El 19 de setembre de 1941, les forces soviètiques van haver d'abandonar Kíev després de les persistents negatives de Stalin a permetre la retirada de forces de Kíev, com recordaven Aleksandr Vassilevski i Gueorgui Júkov a les seves memòries. Això costà a Júkov el seu càrrec com a Cap de l'Estat Major General, però l'encerclament alemany es produí tal com ell ja havia predit. Diversos exèrcits soviètics van ser encerclats i anihilats per la Wehrmacht en un moviment de doble pinça, permetent a les forces alemanyes avançar cap al sud.
Tot i ser una victòria decisiva per l'Eix, la Batalla de Kíev deixà la blitzkrieg alemanya pitjor que abans. Tal com Guderian escrigué posteriorment, "Kíev realment va ser un èxit tàctic brillant, però la qüestió de què si tenia realment una importància estratègica encara roman oberta. Ara tot depèn de la nostra habilitat en aconseguit els resultats esperats abans de l'hivern i fins i tot abans de les pluges de tardor". Hitler encara creia que la Wehrmact tindria l'oportunitat d'acabar la guerra abans que caigués l'hivern prenent Moscou. El 2 d'octubre de 1941, el Grup d'Exèrcits Centre del mariscal von Bock llançà la seva ofensiva final cap a Moscou, amb el nom clau d'"Operació Tifó". Hitler digué poc després del seu inici que "Després de 3 mesos de preparatius, finalment tenim l'oportunitat d'esclafar al nostre enemic abans que vingui l'hivern. S'han fet tots els preparatius possibles...; avui comença la darrera batalla de l'any"

## Avanç inicial alemany (30 de setembre–10 d'octubre)

### Plans
Per en Hitler, Moscou era l'objectiu militar i polític més important, i preveia que tot just la ciutat es rendís tota la Unió Soviètica es col·lapsaria. Tal com va escriure Franz Halder (cap de l'Estat Major de l'Exèrcit) el 1940, "la millor solució seria una ofensiva directa cap a Moscou". Per tant, la ciutat era un objectiu primari per Grup d'Exèrcits Centre. Les forces dirigides cap a "l'Operació Tifó" incloïen 3 exèrcits (el 2n, el 4t i el 9è), recolzats per 3 grups panzers (el 2n, el 3r i el 4t) i per la Segona Flota Aèria de la Luftwaffe: més d'un milió d'homes estaven compromesos amb l'operació, amb 1.700 tancs, 14.000 canons i 950 avions. L'atac es basava en les tàctiques de blitzkrieg, emprant els grups panzer per endinsar-se dins les formacions soviètiques i executant dobles moviments de pinça, creant bosses amb les divisions de l'Exèrcit Roig i destruint-les.
El pla inicial de la Wehrmacht consistia en dos moviments inicials: el primer seria una pinça doble realitzat al voltant de les forces del Front Oest Soviètic i del Front de Reserva localitzades als voltants de Viazma; i el segon seria un moviment en pinça al voltant del Front de Briansk per capturar la ciutat de Briansk. Des d'aquest punt, el pla demanava un altre moviment veloç al nord i sud de Moscou per encerclar la ciutat. Tanmateix, els exèrcits alemanys tenien mancances i van experimentar dificultats logístiques. Guderian, per exemple, escrivia que no s'havien reemplaçat tots els tancs que havia perdut, i que a les tropes mecanitzades els mancava el combustible necessari per a l'inici de l'operació.
Davant de la Wehrmacht hi havia 3 fronts soviètics format a partir d'exèrcits exhausts que ja havien estat en combat durant mesos. Les forces destinades a la defensa de la ciutat totalitzaven 1.250.000 homes, 1.000 tancs, 7.600 canons i 677 avions. Si bé numèricament aquestes tropes constituïen una amenaça per a la Wehrmacht, de fet estaven pobrament localitzades, amb la majoria desplegada en una simple línia, i gairebé sense reserves al darrere. A les seves memòries, Vassilevski senyalava que mentre que les defenses immediates soviètiques estaven molt ben preparades, aquests errors en la situació de les tropes van ser en gran manera responsables dels èxits inicials de la Wehrmacht. A més, molts defensors soviètics no tenien experiència en combat, així com una manca crítica d'equip (com armes anti-tanc), mentre que els seus tancs eren models obsolets.

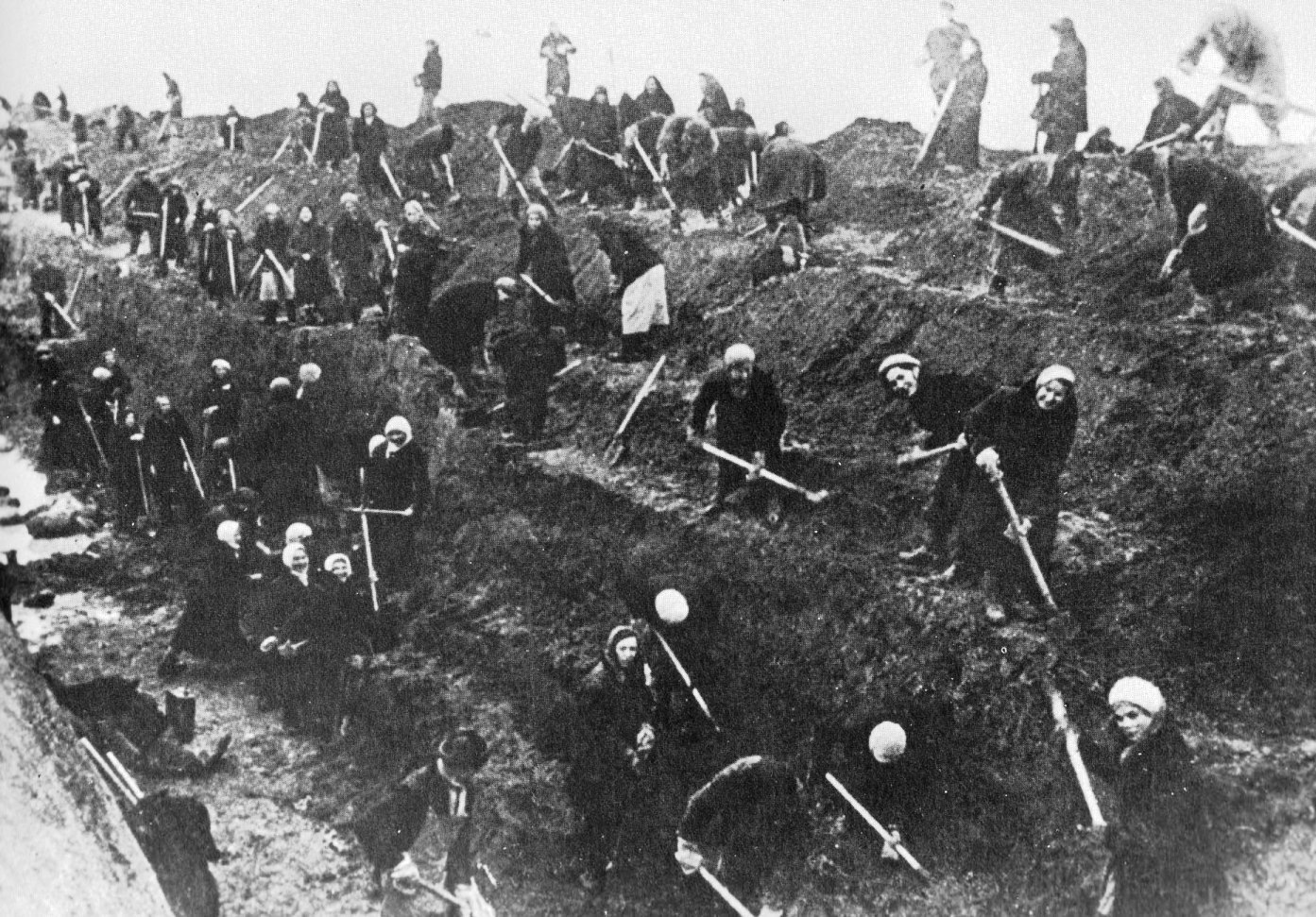
Obrers de les fàbriques caven trinxeres anti-tanc als voltants de Moscou al 1941.

El comandament soviètic començà la construcció de defenses al voltant de la ciutat. La primera part, la zona defensiva de Rjev-Viazma va ser construïda a la línia Rjev-Viazma-Briansk. La segona, la línia defensiva Mojaisk va ser una línia doble entre Kalinin i Kaluga. Finalment, un tercer anell defensiu envoltava la mateixa ciutat, formant la Zona de Defensa de Moscou. Amb tot, aquestes defenses estaven molt mal preparades a l'inici de l'operació donada la velocitat de l'avanç alemany. Amb tot, el pla alemany es va descobrir molt tard, i fins al 27 de setembre no s'ordenà a les tropes que adoptessin una posició totalment defensiva. A més, s'estaven formant noves divisions al Volga, a l'Àsia i als Urals, i només seria una qüestió de mesos que aquestes noves tropes poguessin ser operatives, convertint la batalla en una cursa contra el temps.

### Les bosses de Vzazma i Bryansk

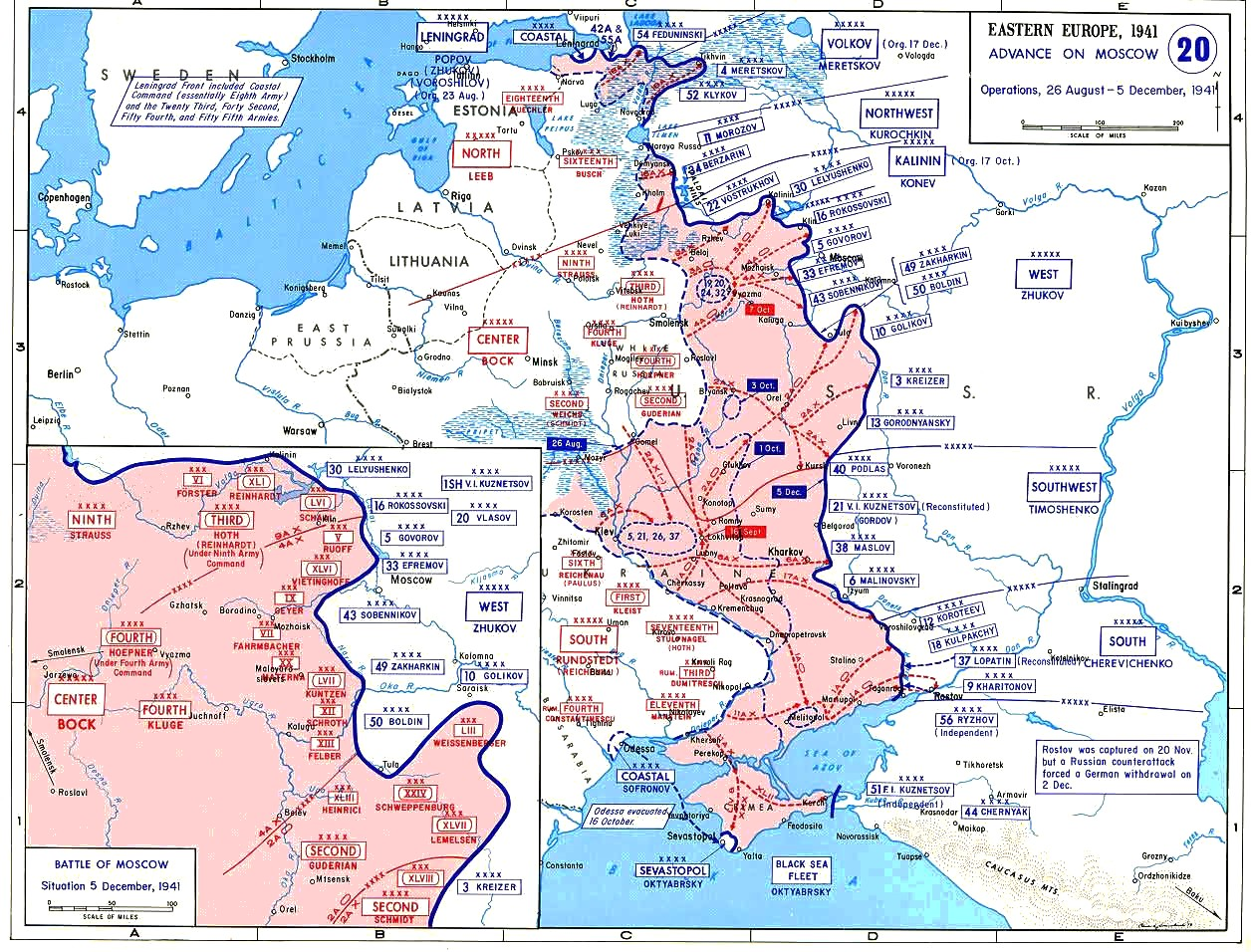
Les ofensives alemanyes durant l'Operació Tifó

Prop de Vyazma, els fronts de l'Oest i de Reserva van ser derrotats molt ràpidament per les altament mòbils forces del 3r i 4t Grups Panzers, que van explotar la feblesa de les regions per moure's a través de les línies soviètiques. La defensa, encara en construcció, va ser sobrepassada quan les dues puntes de llança alemanyes es trobaren a Vyazma el 10 d'octubre de 1941. Quatre exèrcits soviètics (els 19è, 20è, 24è i 32è) van quedar atrapats en una bossa a l'oest de la ciutat.
Al contrari del que s'esperaven els alemanys, les forces soviètiques no es van rendir fàcilment. La lluita va ser ferotge i desesperada, i la Wehrmacht hagué d'emprar 28 divisions per eliminar els exèrcits envoltats, usant forces que eren necessàries per recolzar l'ofensiva cap a Moscou. Les restes dels fronts occidental i de reserva van aconseguir retirar-se i consolidar les seves línies al voltant de Mozhaisk. Les forces soviètiques no estaven completament destruïdes, i algunes van escapar del setge en grups que anaven des d'una simple patrulla a tota una divisió de fusellers. La resistència soviètica prop de Vyazma també proveí de temps a l'Alt Comandament Soviètic per portar reforços als quatre exèrcits que defenien el camí de Moscou (nominalment, el 5è, 16è, 43è i 49è), i de transportar 3 divisions de fusellers i dues blindades des de l'Extrem Orient.
Al sud, prop de Bryansk, l'actuació inicial soviètica ca ser més efectiva que prop de Vyazma. El 2n Grup Panzer executà un moviment per envoltar tot el front, enllaçant amb les tropes avançades del 2n Exèrcit i capturant Orel el 3 d'octubre y Bryansk el 6. Els exèrcits soviètics 3r i 13è van quedar encerclats, però tampoc no es van rendir, i les tropes van aconseguir fugir en petits grups, retirant-se a les línies de defensa intermèdies entre Poniry i Mtsensk. El 23 d'octubre, les darreres restes van aconseguir escapar de la bossa.
El 7 d'octubre de 1941, l'ofensiva alemanya en aquesta zona va decaure. Les primeres neus van caure i van cuallar ràpidament, convertint els camins en fangars, un fenomen conegut com a "rasptutitsa" a Rússia. Els grups blindats alemanys es van veure alentits de cop, i els era molt difícil maniobrar, perdent homes i tancs. La 4a Divisió Panzer caigué en una emboscada dirigida per Dmitri Leliushenko i Mikhail Katukov prop de la ciutat de Mtsensk. Els nous tancs soviètics T-34 van ser camuflats als boscos mentre que els tancs alemanys els sobrepassaven; mentre que la infanteria soviètica contenia el seu avanç, els blindats atacaven per ambdós flancs, destruint les formacions dels Panzer IV. Per a la Wehrmacht, la sorpresa d'aquesta derrota va ser tan gran que s'ordenà una investigació especial. Guderian i les seves tropes van descobrir, per a la seva decepció, que els nous T-34 soviètics eren gairebé impenetrables als canons alemanys. Com el general escrigué: "Els nostres T-IV, amb els seus canons curts de 75mm només podien destruir un T-34 disparant-li al motor pel darrere". Guderian també anotà a les seves memòries que "els russos ja havien après unes quantes coses". A tot arreu, els massius contraatacs soviètics van alentir encara més l'ofensiva alemanya.
La magnitud de les derrotes soviètiques inicials era espantosa. D'acord amb les estimacions alemanyes, els alemanys van capturar 673.000 presoners entre ambdues bosses, encara que estimacions posteriors suggereixen 514.000 presoners, una xifra menor però també enorme, que reduïa la força soviètica en un 41%. La resistència desesperada de l'Exèrcit Roig, amb tot, va aconseguir en alentir a la Wehrmacht. Quan, el 10 d'octubre de 1941 els alemanys van arribar a la línia Mozhaisk, van trobar-se una línia defensiva ben preparada, amb soldats soviètics de refresc. Aquell mateix dia, Gueorgui Júkov va ser cridat de Leningrad per encarregar-se de la defensa de Moscou. Immediatament ordenà la concentració de totes les defenses disponibles a la línia Mozhaisk, un moviment que comptava amb l'aprovació de Vassilevski
La primera reacció de Stalin a l'avanç alemany va ser negar la veritat i cercar caps de turc per les derrotes soviètiques. Tanmateix, quan s'adonà del perill que amenaçava la capital caigué cap a la histèria. El 13 d'octubre ordenà l'evacuació del Partit Comunista, de l'Estat Major General i de diverses oficines governamentals de Moscou a Kuibyshev (avui Samara, deixant només un petit nombre d'oficials al darrere. L'evacuació causà el pànic entre els moscovites. Del 16 al 17 d'octubre, gran part de la població intentà fugir, omplint les carreteres i els trens que sortien de la ciutat. Malgrat tot, Stalin es quedà de manera visible a la ciutat, per tal de calmar la por.

## Línia defensiva de Mozhaisk (13–30 d'octubre)
El 13 d'octubre de 1941, la Wehrmacht arribà a la línia defensiva de Mozhaisk, una línia doble de fortificacions construïda per protegir Moscou des de l'oest des de Kalinin i cap a Volokolamsk i Kaluga. Tanmateix, tot i els reforços recents, la força combinada dels exèrcits soviètics estacionats a la línia (el 5è, 16è, 43è i 49è), arribaven a 90.000 homes, amb prou feines suficients per aturar l'avanç alemany. En vistes a la situació, Júkov decidí concentrar les forces en 4 punts crítics: Volokolamsk, Mozhaisk, Maloyaroslavets i Kaluga. El front oest soviètic, gairebé destruït totalment després del seu encerclament prop de Vyazma, va ser recreat.
Moscou mateix va ser convertit en una fortalesa. D'acord amb Júkov, 250.000 dones i adolescents construïen trinxeres i forats anti-tanc al voltant de Moscou, movent gairebé tres milions de metres cúbics de terra sense ajut mecànic. Les fàbriques de Moscou van transformar-se en complexos militars: la fàbrica d'automòbils es transformà en una de metralladores, una de rellotges passà a fabricar detonadors de mines, la fàbrica de xocolata fabricà menjar pel front, i les fàbriques de reparació d'automòbils van passar a reparar tancs i vehicles. Amb tot, però, la situació era molt perillosa, i la capital soviètica estava esperant els tancs alemanys. A més, Moscou ara era un objectiu massiu d'atacs aeris, però que causaren danys limitats donada la gran quantitat de defenses i la tasca de les brigades civils de bombers.
El 13 d'octubre (15 segons algunes fonts), la Wehrmacht reprengué la seva ofensiva. D'inici, la Wehrmacht anava a assaltar directament les defenses soviètiques i provar de sobrepassar-les pel nord-est cap a la pobrament defesa ciutat de Kalinin, i al sud cap a Kaluga i Tula, sent totes elles capturades excepte Tula pel 14 d'octubre. Encoratjats pels èxits inicials, els alemanys van realitzar un atac frontal cap a la línia fortificada, conquerint Mozhaisk i Maloyaroslavets el 18 d'octubre, Naro-Fominsk el 21 i Volokolamsk el 27, després d'una intensa lluita. Donat a l'augment del perill de ser flanquejat, Júkov va ser forçat a retirar-se cap a l'est fins al riu Nara.
Al sud, el 2n Exèrcit Panzer es movia cap a Tula amb una relativa tranquil·litat, mentre que la línia defensiva de Mozhaisk no s'estenia tant cap al sud, i perquè no hi havia concentracions significatives de tropes soviètiques per aturar l'avanç. De fet, els alemanys van ser refrenats més pel mal temps. A més, els alemanys experimentaren problemes de combustible i havien de circular per ponts i carreteres destruïdes, per la qual cosa Guderian no pogué arribar fins a Tuna fins al 26 d'octubre. El pla inicial alemany indicava una captura ràpida de Tula i un moviment de pinça al voltant de Moscou; però el primer intent de capturar la ciutat fracassà, mentre que els panzers eren aturats pel 50è exèrcit i per voluntaris civils en una lluita desesperada. L'exèrcit de Guderian va haver d'aturar-se el 29 d'octubre sense veure la ciutat.

## La Wehrmacht a les portes (1 de novembre–5 de desembre)

### Desgast
Com David Glantz assenyalà al seu llibre When Titans Clashed, a finals d'octubre tant la Wehrmacht com l'Exèrcit Roig eren com "dos boxejadors mig fora de combat, que s'aguanten precàriament drets però que han perdut les forces per fer caure a l'altre". Les tropes alemanyes estaven molt afeblides, amb només un terç dels vehicles de motor funcionant encara, les divisions d'infanteria havien quedat reduïdes a entre un terç i la meitat de la seva potència, i tenien greus problemes logístics per portar roba calenta i equipament d'hivern al front. Fins i tot semblava que Hitler es feia a la idea d'una llarga lluita, veient la perspectiva de què enviar tancs contra una gran ciutat sense un gran suport d'infanteria semblava molt arriscat després de la costosa captura de Varsòvia el 1939.
Per mirar de resoldre la creixent desmoralització tant de l'Exèrcit Roig com dels civils, Stalin ordenà que la desfilada militar tradicional del 7 de novembre es realitzés a la Plaça Roja. Les tropes soviètiques desfilaven per davant del Kremlin i marxaven directament cap al front. Però tot i aquest espectacle de valentia (durant la desfilada podrien haver patit un atac aeri), l'Exèrcit Roig es trobava en una situació molt precària. Si bé 100.000 soldats addicionals reforçaven Klin i Tula, on s'esperaven noves ofensives soviètiques, les defenses soviètiques encara no eren prou fortes. Amb tot, Stalin encara volia que es llancessin contraofensives preventives contra les línies alemanyes, tot i les protestes de Júkov, que assenyalava la total manca de reserves. La Wehrmacht va ser capaç de repel·lir la majoria d'aquestes contraofensives, amb la qual cosa l'Exèrcit Roig perdé molts homes i material que podrien haver estat emprats en la defensa de Moscou. L'única ofensiva a l'oest de Moscou que tingué èxit va ser prop d'Aleksino, on els tancs soviètics van causar grans pèrdues al 4t Exèrcit perquè als alemanys encara els mancaven armes anti-tanc capaces de danyar el poderós blindatge dels nous tancs T-34.
Tot i la derrota prop d'Aleksino, la Wehrmacht encara gaudia de superioritat tant en homes com en equipament respecte a l'Exèrcit Roig. Les divisions alemanyes previstes per l'assalt final a Moscou sumaven 943.000 homes, 1.500 tancs i 650 avions, mentre que les forces soviètiques havien quedat reduïdes a una ombra de si mateixes, amb prou feines 500.000 homes, 890 tancs i 1.000 avions. Tanmateix, comparant amb l'octubre, les divisions de fusellers soviètiques ocupaven unes posicions defensives molt millors, un anell defensiu triple envoltant la ciutat, i restes de la línia Mozhaisk encara es trobaven a Klin. La majoria de les divisions de camp soviètiques ara tenien una defensa multilateral amb almenys dues divisions de fusellers en posicions en un segon graó. El suport artiller i els equips de sapadors estaven també concentrats a les carreteres on s'esperava que els alemanys usarien principalment als seus atacs. Finalment, les tropes soviètiques (i especialment els oficials) tenien molta més experiència i millor preparació per l'ofensiva.
El 15 de novembre de 1941, finalment el terra s'havia congelat, solucionant el problema del fang. Les puntes de llança blindades de la Wehrmacht estaven desencadenades, amb l'objectiu d'encerclar Moscou i enllaçar prop de la ciutat de Noginsk, a l'est de la capital. Per tal d'assolir aquest objectiu, el 3r i 4t Grups Panzer alemanys necessitaven concentrar les seves forces entre Moscou i Mozhaish, llavors procedir vers Klin i Solnechnogorsk per encerclar la capital pel nord. Al sud, el 2n Exèrcit Panzer intentaria sobrepassar Tula, encara en mans soviètiques, i avançar cap a Kashira i Kolomna, enllaçant amb la pinça del nord a Noginsk.

## Pinça final
El 15 de novembre, els tancs alemanys començaren l'ofensiva cap a Klin, on no hi havia reserves soviètiques donat els desig de Stalin d'intentar un contraatac a Volokolamsk, que havia forçat la recol·locació de totes les reserves al sud. Els atacs inicials van partir el front en 2, separant el 16è Exèrcit del 30è, seguint diversos dies d'intensos combats. Com Júkov cita a les seves memòries, "L'enemic, ignorant les baixes, estava realitzant atacs frontal, esperant arribar a Moscou per qualsevol mitjà necessari". Tot i els esforços de la Wehrmacht, la defensa multilateral soviètica reduïa les baixes soviètiques, mentre que el 16è Exèrcit soviètic retrocedia lentament, sent assetjat constantment per les divisions alemanyes que intentaven avançar enmig de les fortificacions.
El 24 el Tercer Exèrcit Panzer va aconseguir capturar Klin després d'una dura lluita, i Solnechnogorsk el 25. La resistència soviètica encara era forta, i el final del combat no deixava res clar. Stalin preguntà a Júkov si Moscou podria ser defensat amb èxit, ordenant-li que "parlés honestament, com un comunista". Júkov respongué que era possible, però que es necessitaven desesperadament reserves. El 28 de novembre, la 7a Divisió Panzer havia conquerit un cap de pont al canal del Volga, el major obstacle abans d'arribar a Moscou, quedant a només 35 quilòmetres del Kremlin, però un poderós contraatac del 1r Exèrcit de Xoc soviètic els expulsà del canal. Al nord-oest de Moscou, la Wehrmacht arribà a Krasnaya Polyana, a poc més de 20 km de Moscou, de d'on els oficials podien veure els edificis més alts de la capital amb els seus binocles. Però les forces d'ambdós costats estaven molt minvades, a vegades amb només 150 ó 200 fusellers (la força d'una companyia) per regiment.
Al sud, prop de Tula, les hostilitats tornaren el 18 de novembre, amb el 2n Exèrcit Panzer intentant encerclar la ciutat. Tanmateix, les forces alemanyes es trobaven molt desgastades, i encara no tenien roba d'hivern. El resultat va ser que el progrés alemany inicialment només era de 5 a 10 km diaris. A més, en alentir-se cada cop més l'avanç dels exèrcits blindats alemanys es feien més vulnerables als atacs pels flancs dels 49è i 50è exèrcits soviètics, situats prop de Tula, alentint cada cop més l'avanç. Però Guderian encara era capaç de passar a l'ofensiva, capturant Stalinogorsk el 22 de novembre i envoltant una divisió de fusellers que hi estava estacionada. El 26 de novembre, els panzers alemanys s'aproparen a Kashira, una ciutat que controlava una carretera important cap a Moscou. En resposta, l'endemà els soviètics llançaren un feroç contraatac. El cos de cavalleria del General Belov, recolzat per diverses brigades de fusellers i grups blindats, aturà als alemanys prop de Kashira. Aquests hagueren de retrocedir a inicis de desembre, assegurant l'aproximació pel sud de la ciutat. Tula resistí, protegida per les fortificacions i un defensors decidits, tant militars com civils. Al sud, la Wehrmacht mai no s'apropà a la capital.
Donada la resistència tant al sud com al nord de Moscou, la Wehrmacht intentà l'1 de desembre una ofensiva directa des de l'oest, a través de la carretera Minsk-Moscou prop de la ciutat de Naro-Fominsk. Però aquest atac tenia un suport limitat per part dels blindats, i va ser obligat a atacar moltes defenses soviètiques. Després de trobar-se una decidida resistència de la 1a Divisió de Fusellers de la Guàrdia Motoritzada, així com contraatacs pels flancs per part del 33è Exèrcit, l'ofensiva soviètica es retirà quatre dies després, amb els alemanys perdent 10.000 homes i dotzenes de tancs.
A inicis de desembre, les temperatures, relativament temperades per a les mitjanes russes, caigueren de 20 a 50º Centígrads sota zero, congelant les tropes alemanyes, que encara no tenien roba d'hivern, així com als vehicles, que no estaven dissenyats per suportar un temps tan sever. S'informaren de més de 130.000 casos de congelació entre els alemanys. S'havia de retirar el greix congelat de tots els canons que estiguessin carregats, i escalfar els vehicles durava hores.
L'ofensiva de l'Eix sobre Moscou s'atura. Tal com Guderian escrigué al seu diari, "l'ofensiva sobre Moscou fallà... vam subestimar la força de l'enemic, així com les distàncies i el clima. Afortunadament, havia fet aturar les meves tropes el 5 de desembre, d'altra manera la catàstrofe hagués estat inevitable"

## La contraofensiva soviètica

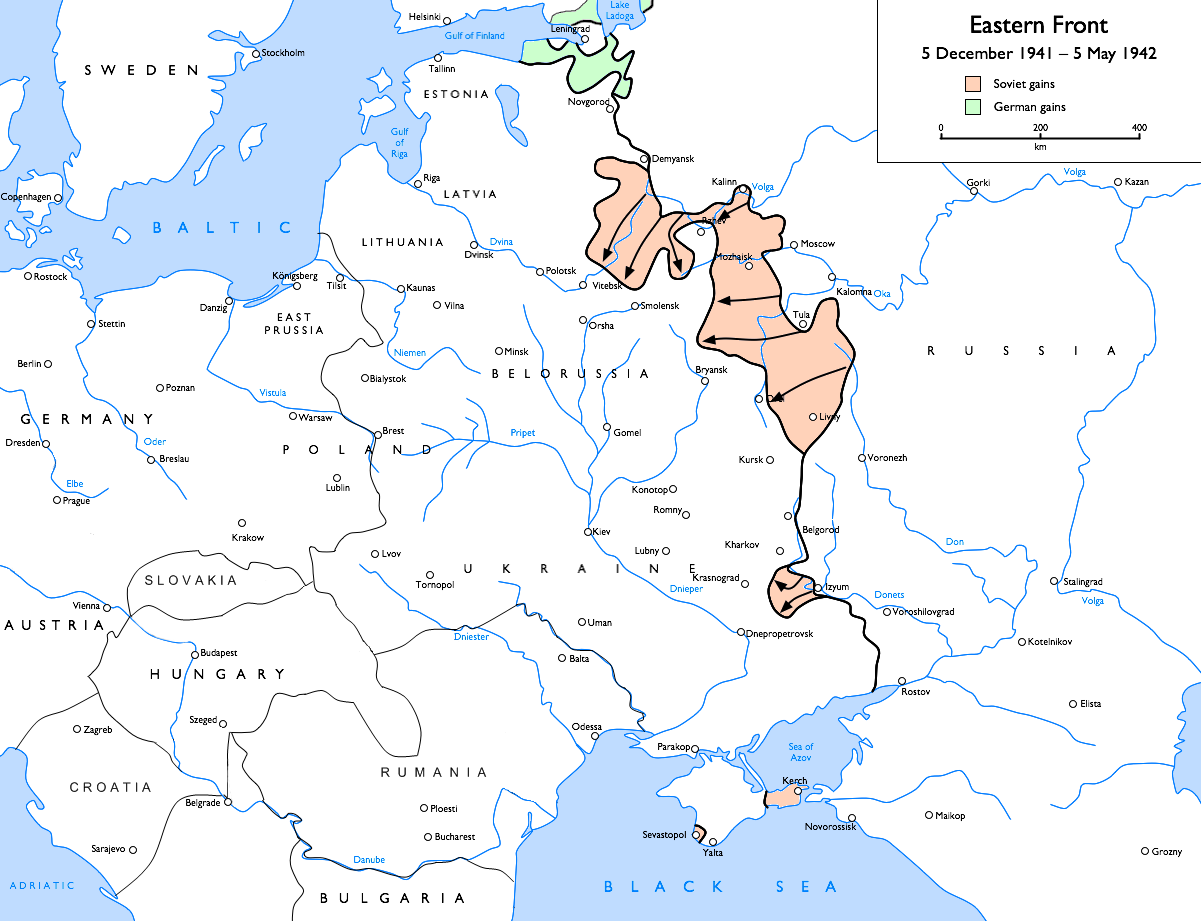
La contraofensiva soviètica a l'hivern, 5 de desembre de 1941 - 7 de maig de 1942

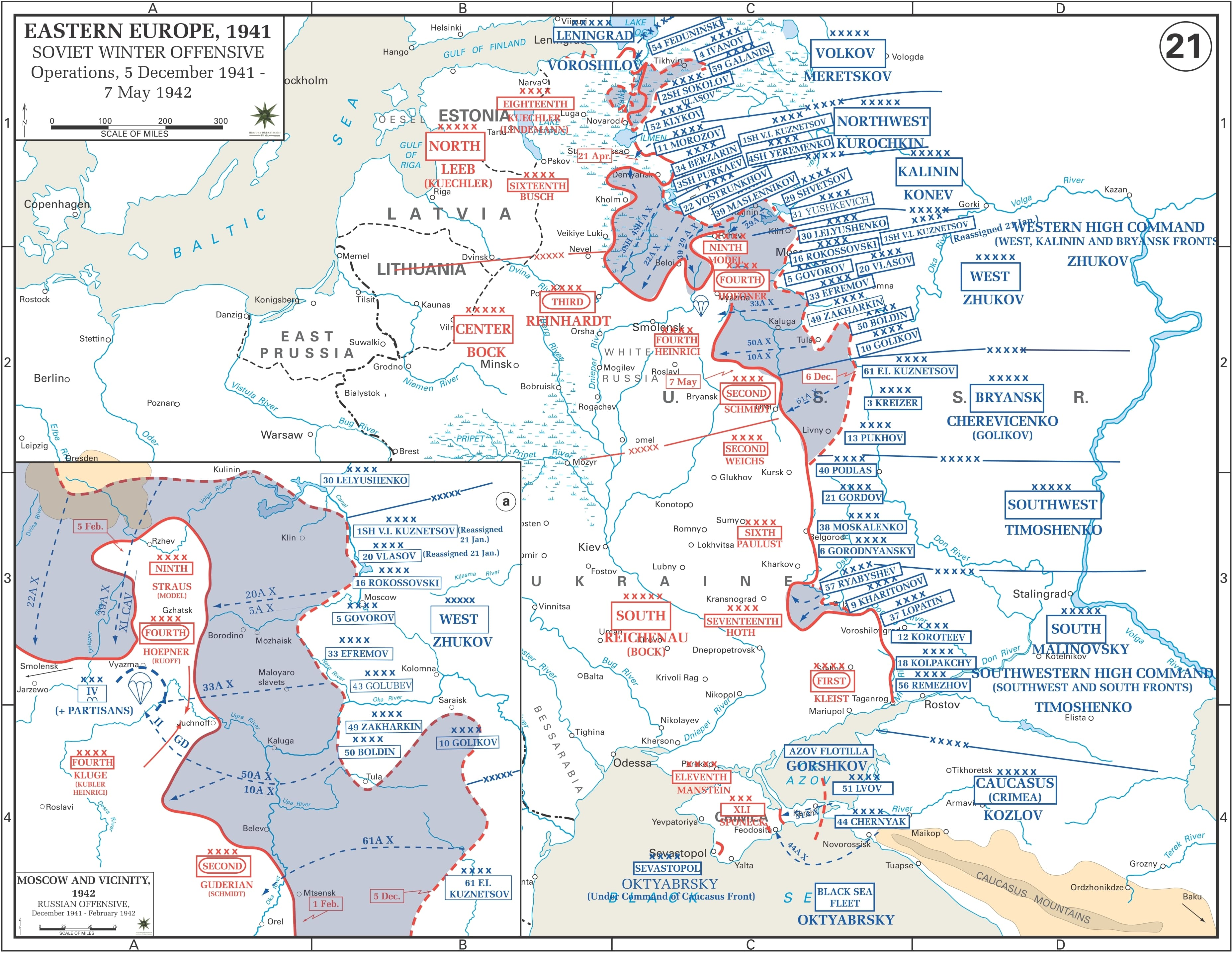
La contraofensiva soviètica d'hivern, 5 de desembre de 1941 a 7 de maig de 1942.

Tot i que l'ofensiva de la Wehrmacht havia estat aturada, la intel·ligència alemanya estimava que als soviètics no els quedaven reserves i que els seria impossible llançar una contraofensiva. Aquesta estimació es demostrà errònia quan Stalin transferí tropes de refresc des de Sibèria i l'extrem Orient, creient les informacions del seu espia, Richard Sorge, que indicaven que el Japó no atacaria pas a la Unió Soviètica. L'Exèrcit Roig havia acumulat 58 divisions de reserva a inicis de desembre, quan l'ofensiva proposada per Júkov i Vasilievsky va ser finalment aprovada per Stalin. Amb tot, fins i tot amb aquestes noves reserves, les forces soviètiques només ascendien a 1.100.000 homes, igualant els de la Wehrmacht; però gràcies a un desplegament acurat, en alguns punts crítics s'arribà a una superioritat de dos a un. El 5 de desembre de 1941 s'inicià la contraofensiva al Front de Kalinin. Després de 2 dies de petits progressos, els exèrcits soviètics reconqueriren Krasnaya Polyana i d'altres ciutats de la immediata rodalia de Moscou.
El mateix dia, Hitler signà la Directiva 39, ordenant que la Wehrmacht assumís posicions defensives en tot el front. Però les tropes alemanyes eren incapaces d'organitzar una defensa sòlida on es trobaven i hagueren de retrocedir per consolidar les seves línies. Guderian escrigué que aquestes discussions amb Hans Schmidt i Wolfram von Richthofen tingueren lloc al mateix dia, i tots ells convingueren en què l'actual línia de front no es podia sostenir. El 14 de desembre, Franz Halder i Günther von Kluge finalment van autoritzar retirades limitades fins a l'oest del riu Oka sense l'aprovació de Hitler. El 20 de desembre, en una trobada amb els seus oficials superiors, Hitler cancel·là la retirada i ordenà als seus soldats que defenguessin cada passa de terreny, "obrint trinxeres amb obusos si era necessari". Guderian protesta, assenyalant que les pèrdues pel fred eren majors que les pèrdues per combats, i que l'equipament d'hivern encara estava aturat a Polònia. Sense fer cas, Hitler insistí a defensar les línies actuals, i Guderian dimití per Nadal, juntament amb els Generals Hoepner i Strauss, comandants del 4t i 9è Exèrcits Panzer, respectivament. Fedor von Bock també va ser retirat, oficialment per "motius mèdics". Walter von Brauchitsch, el comandant en cap de Hitler, ja havia estat apartat el 9 de desembre.
Mentrestant, l'ofensiva soviètica prosseguia: al nord, Klin i Kalinin van ser alliberades el 15 i 16 de desembre, mentre que el Front de Kalinin es desplaçava cap a l'oest. El comandant de front soviètic, el General Kóniev intentà envoltar al Grup d'Exèrcits Centre, però trobà una forta oposició prop de Rzhev i es veié obligat a aturar-se, formant un sortint que duraria fins al 1943. Al sud, l'ofensiva també anava bé, amb les forces de Front del Sud-oest alliberant Tula el 16 de desembre. Al centre el progrés era molt més lent, i les tropes soviètiques no van poder alliberar Naro-Fominsk fins al 26 de desembre, Kaluga el 28 i Maloyaroslavets el 2 de gener, després de dies d'acció violenta. Les reserves soviètiques eren escasses, i l'ofensiva s'aturà el 7 de gener de 1942, després d'haver empès enrere als exèrcits alemanys entre 100 i 250 km de Moscou. Aquesta victòria provocà que la moral soviètica pugés, i que la Wehrmacht patís la seva primera gran derrota. Havent fallat la conquesta de la Unió Soviètica d'un sol cop ràpid, ara Alemanya s'havia de preparar per a una guerra prolongada. La blitzkrieg sobre Moscou havia fallat.

## Després de la batalla

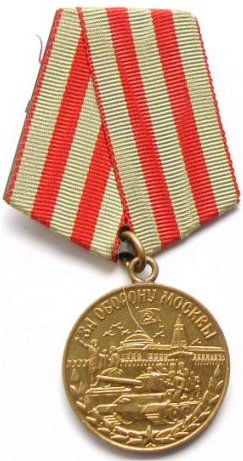
La Medalla de la defensa de Moscou, creada al 1944 per als soldats que havien participat en la batalla.

L'ofensiva d'hivern de l'Exèrcit Roig allunyà la Wehrmacht de Moscou, però es considerava que la ciutat estava en perill perquè la línia del front estava encara relativament propera. Per tant, la direcció de Moscou quedà com una prioritat per Stalin, que havia quedat molt espantat davant dels avanços inicials alemanys. En particular, l'avanç inicial soviètic va ser incapaç d'assolir el nivell del sortint de Rjev, defensat per diverses divisions del Grup d'Exèrcits Centre. Immediatament després de la contraofensiva de Moscou, s'intentaren una sèrie d'atacs soviètics (les Batalles de Rjev) contra el sortint, que ocasionaren grans baixes als dos bàndols. Les baixes soviètiques es van estimar entre 500.000 i 1.000.000 d'homes, i les alemanyes entre 300.000 i 400.000. A inicis de 1943, la Wehrmact hagué d'abandonar el sortint a mesura que tot el front avançava cap a l'oest. Moscou no va ser considerada totalment segura fins a l'octubre de 1943, quan el Grup d'Exèrcits Centre va ser definitivament expulsat de la regió de Smolensk i de la riba esquerra del Dnièper superior al final de la Segona Batalla de Smolensk.
Furiós perquè el seu exèrcit havia estat incapaç de capturar Moscou, Hitler cessà al seu comandant en cap, General Walther von Brauchitsch, el 19 de desembre de 1941, i assumí personalment el comandament de la Wehrmacht, decidint personalment qüestions militars i deixant de banda oficials molt més experimentats que ell, envoltant-se a més d'oficials d'estat major que no tenien experiència recent de combat o en tenien molt poca. Com Guderian escrigué a les seves memòries, "això creà un ambient fred en les nostres relacions, una fredor que ja mai no es va poder eliminar". Això incrementà el rebuig de Hitler cap als seus oficials superiors, que finalment es provà fatal per a la Wehrmacht i per la mateixa Alemanya. Ara Alemanya encarava una guerra de desgast per a la que no estava preparada. La batalla havia sigut una derrota sonada pels exèrcits de l'Eix, i enterrava definitivament les esperances d'assolir una victòria ràpida i decisiva a la Unió Soviètica.
A l'altre costat, per primer cop des de juny de 1941, les tropes soviètiques havien aturat als alemanys i els havien fet retrocedir. Això feu que Stalin es tornés més confiat i decidís expandir l'ofensiva. El 5 de gener de 1942, durant una reunió al Kremlin, Stalin anuncià que estava preparant una contraofensiva general per a la primavera, que tindria lloc simultàniament prop de Moscou, Leningrad i al sud de Rússia. Aquest pla va ser acceptat, tot i les objeccions de Júkov. Però les escasses reserves de l'Exèrcit Roig les habilitats tàctiques de la Wehrmacht provocaren unes matances prop de Rzhev, conegudes com les "picadora de Rjev i diverses derrotes soviètiques, com la Segona Batalla de Khàrkov, la fallida eliminació de la Bossa de Demiansk i l'encerclament de l'exèrcit del General Vlàssov prop de Leningrad en un intent fallit d'aixecar el Setge de Leningrad. Finalment, tots aquestes derrotes portarien a una ofensiva alemanya al sud que culminaria a la batalla de Stalingrad.
Amb tot, la defensa de Moscou esdevingué un símbol de la resistència soviètica contra les forces invasores de l'Eix. Per commemorar la batalla, Moscou rebé el títol de Ciutat heroica el 1965, en el 20è aniversari del Dia de la Victòria. El 1944 es creà la Medalla de la defensa de Moscou, per ser atorgada atots aquells soldats, civils i partisans que van participar en la batalla.

## Baixes
Les baixes de la Batalla de Moscou han estat subjecte de debat tant per alemanys com per soviètics, i diverses fonts ofereixen estimacions diferents. No tots els historiadors estan d'acord que hauria de ser considerat com la "Batalla de Moscou". Mentre que normalment es considera que la batalla començà amb l'inici de l'Operació Tifó el 30 de setembre (o, en alguns casos, el 2 d'octubre), hi ha dues dates pel final de l'ofensiva: algunes exclouen l'Ofensiva de Rzhev de la batalla, considerant que era una operació diferent i que l'ofensiva es frenà el 7 de gener, la qual cosa rebaixa molt el nombre de baixes, mentre que d'altres sí que l'hi inclouen.
Per tant, les xifres poden variar molt: John Erickson al seu llibre Barbarossa: The Axis and the Allies dona unes baixes soviètiques de 653.924 homes entre octubre de 1941 i gener de 1942. Glantz, al seu When Titans Clashed, diu que van ser 658.279 durant la fase de la defensa i 370.955 per l'ofensiva d'hivern fins al 7 de gener. A l'"Enciclopèdia de Moscou", publicada el 1997, els autors presenten unes baixes de 145.000 alemanys i 900.000 soviètics durant la fase defensiva, i 103.000 alemanys i 380.000 soviètics durant la contraofensiva fins al 7 de gener. Amb tot, les baixes totals entre el 30 de setembre de 1941 i el 7 de gener de 1942 estan estimades entre 248.000 i 400.000 alemanys (estimacions GSE / Enciclopèdia de Moscou) i entre 650.000 i 1.280.000 soviètics (Erickson / Enciclopèdia de Moscou).